# 関本竜太
関本 竜太（せきもと りょうた、1971年9月11日 - ）は、日本の建築家。埼玉県生まれ。一級建築士事務所リオタデザイン主宰。北欧建築・デザイン協会理事。志木市在住。

## 経歴
- 1994年 日本大学理工学部建築学科卒業。
- 1994年 エーディーネットワーク建築研究所勤務。
- 2000年 フィンランド・ヘルシンキ工科大学(現アールト大学)に留学する。
- 2001年 ヘルシンキの設計事務所でプロジェクトに関わる。12月日本へ帰国。
- 2002年 リオタデザイン設立。
- 2008年 - 2014年 , 2016年 - 2020年 日本大学理工学部建築学科の非常勤講師を務める。

## 作品
- カフェ「moi」（2002年）
- HAKKO（2004年）
- OPENFLAT（2007年）
- 空の家（2007年）
- minihouse（2008年）
- FILTER（2010年）
- DONUT（2012年）
- 緩斜面の家（2013年）
- 隅切りの家（2013年）
- DIVE（2014年）
- トンガリの家（2014年）

## 賞歴
- 2008年 - リビングデザインセンター OZONE2008 若手建築家・住宅設計P1で、グランプリを受賞。
- 2014年 - 東京ガス・環境デザインアワードにおいて、［DONUT］にて環境デザイン優秀賞を受賞。